# Villanueva del Rebollar de la Sierra
Villanueva del Rebollar de la Sierra ist eine spanische Gemeinde in der Provinz Teruel, die zur Autonomen Region Aragonien gehört. Sie ist Teil der Comarca (Kreis) Cuencas Mineras. 2024 hatte die Gemeinde 48 Einwohner. 

## Lage
Villanueva del Rebollar de la Sierra liegt circa 75 Kilometer nordnordöstlich der Provinzhauptstadt Teruel in einer Höhe von ca. 1085 m. 

## Bevölkerungsentwicklung
| Jahr      | 1970 | 1981 | 1991 | 2001 | 2011 | 2021 |
| Einwohner | 134  | 64   | 52   | 48   | 48   | 42   |

## Sehenswürdigkeiten
- Christopheruskirche
- Kapelle der Unbefleckten Empfängnis